# Tver (stad)
Tver (Russisch: Тверь) is een stad in Rusland aan de samenvloeiing van de Tvertsa, de Tmaka en de Wolga. Het is de hoofdstad van de gelijknamige oblast en ligt zo'n 165 kilometer ten noordwesten van Moskou, aan de doorgaande weg tussen Moskou en Sint-Petersburg. Tussen 1931 en 1990 heette de stad Kalinin, naar de Sovjetheld Michail Kalinin.
Al in 1135 was er sprake van een versterkte nederzetting op de plek waar de Tvertsa uitmondt in de Wolga en in 1246 werd de stad hoofdstad van het Vorstendom Tver. In het begin van de 14e eeuw was Tver uitgegroeid tot een belangrijk handelscentrum, dat regelmatig in een machtsstrijd met het naburige Moskou verwikkeld raakte. Nadat de stad in 1327 door de Tataren was verwoest, boette Tver aan belang in.
In 1763 werd de stad voor het grootste deel in de as gelegd door een enorme brand. Ook het middeleeuwse kremlin brandde totaal af. Tsarina Catharina de Grote (1729-1796) herbouwde de stad volgens het bouwplan van Sint-Petersburg: een centraal plein van waaruit drie boulevards als stralen uit een ster vandaan lopen. Als gevolg van de grote stadsbrand is de witte Drie-eenheidskerk uit 1564 het oudste gebouw van de stad.
Andere bezienswaardigheden zijn de oevers van de Wolga, het Reispaleis (Путевой дворец, Poetevoj dvorjets) van Catharina de Grote (tegenwoordig een museum voor schilderkunst) en het standbeeld voor Afanasi Nikitin. De omgeving van de stad staat bekend om haar natuurschoon.

## Partnersteden
- Hämeenlinna (Finland) sinds 1954
- Besançon (Frankrijk) sinds 1988
- Bergamo (Italië) sinds 1989
- Buffalo (Verenigde Staten) sinds 1989
- Osnabrück (Duitsland) sinds 1991
- Kaposvár (Hongarije) sinds 1995
- Veliko Tarnovo (Bulgarije) sinds 1997
- Chmelnytsky (Oekraïne) sinds 2008
- Lublin (Polen)

## Geboren
- Oleg Losev (1903–1942), wetenschapper en uitvinder van de led
- Fjodor Chitroek (1917–2012), animator en regisseur van animatiefilms
- Antonina Seredina (1929–2016), kanovaarster
- Romualds Grīnblats (1930–1995), Letse componist
- Viktor Kapitonov (1933–2005), wielrenner
- Boris Poego (1937–1991), een van de communistische leiders die betrokken was bij de Augustus-staatsgreep in 1991
- Leonid Skotnikov (1951), rechter en diplomaat
- Marina Boermistrova (1974), basketbalspeelster
- Aleksandr Smirnov (1984), kunstschaatser
- Anastasia Dobromyslova (1984), dartster
- Darja Klisjina (1991), verspringster
- Natalja Neprjajeva (1995), langlaufster

## fotogalerij

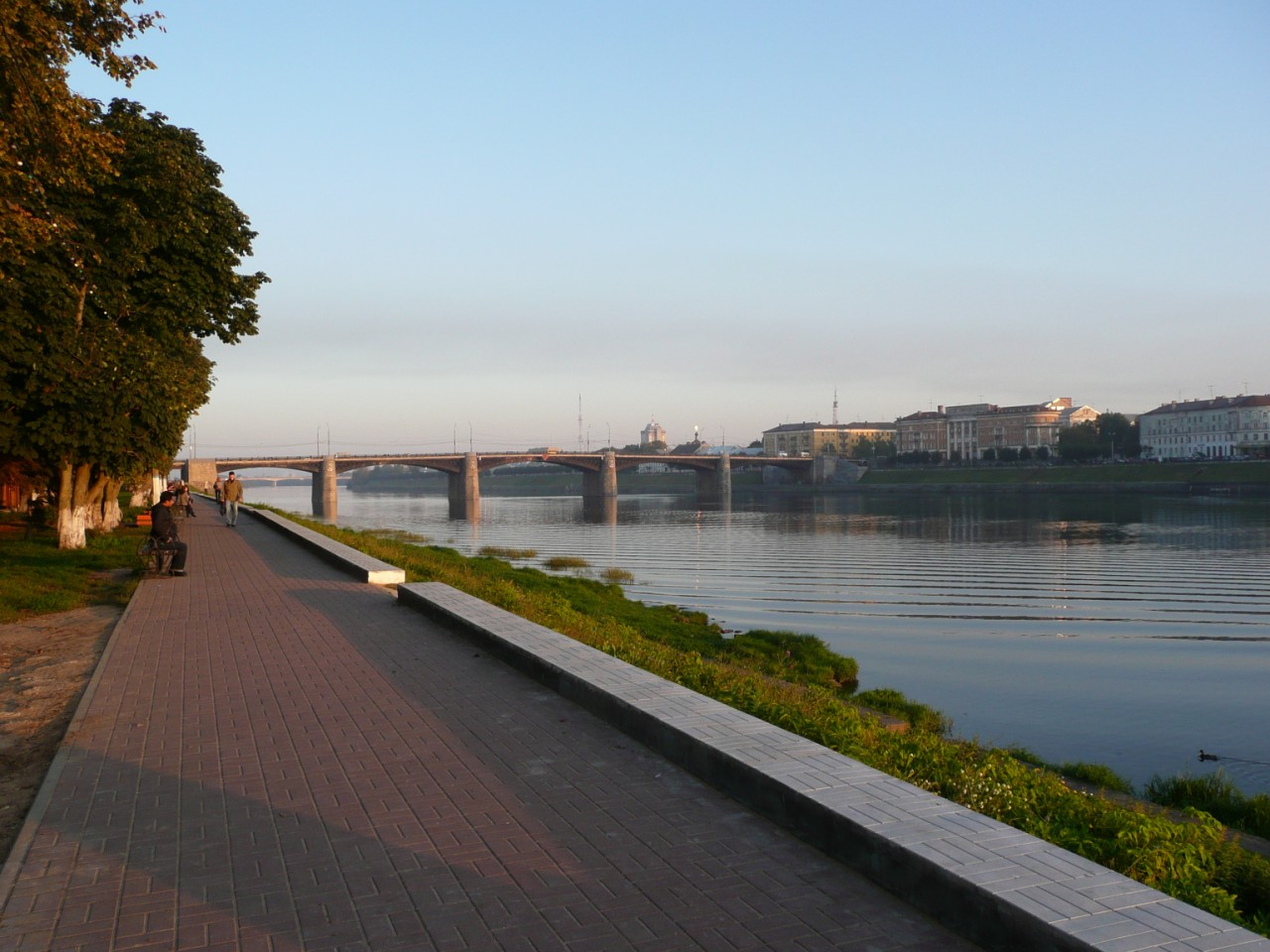
Aan de Wolga
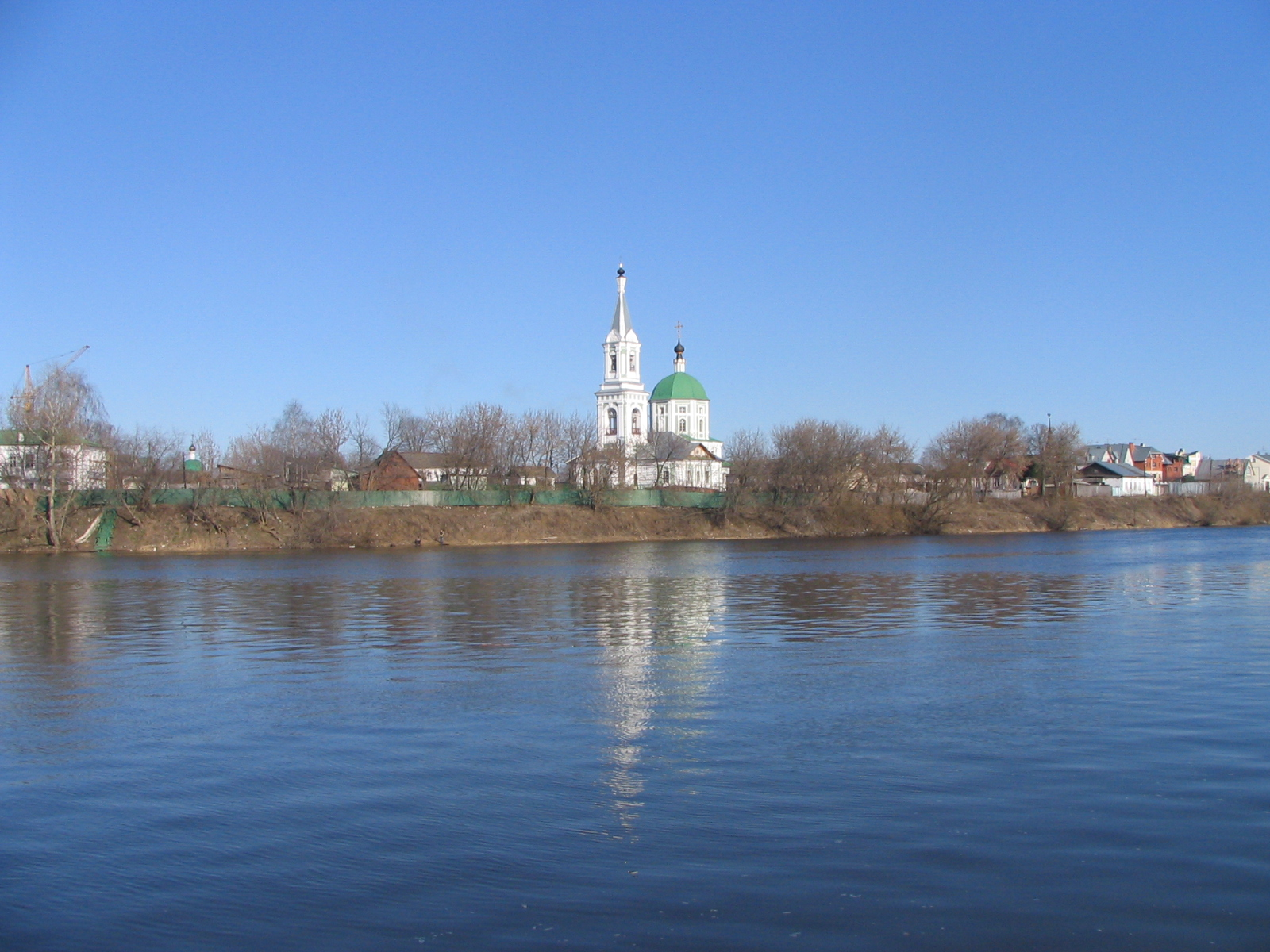
St. Catharinakerk in Tver
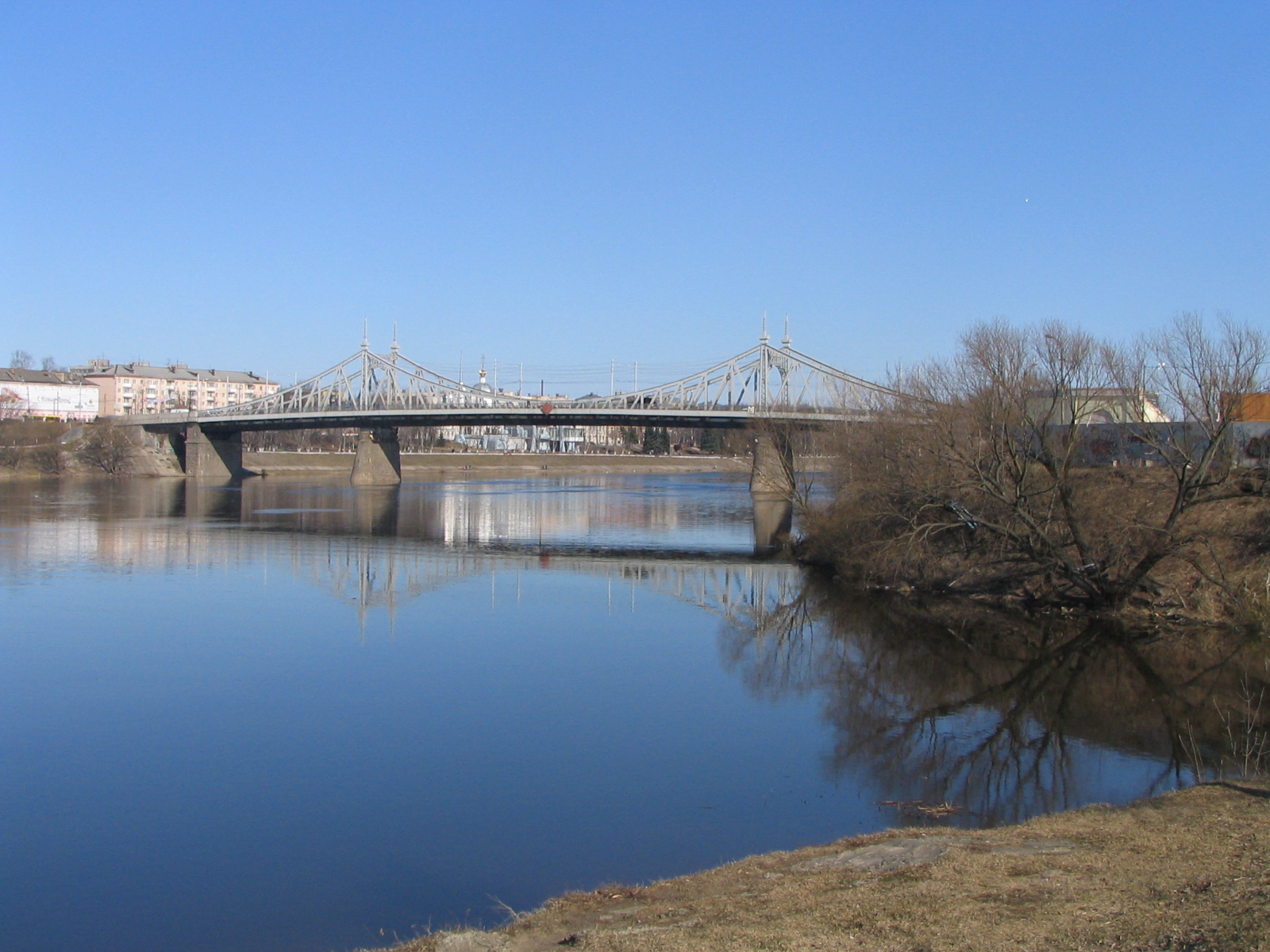
Een oude brug over de Wolga
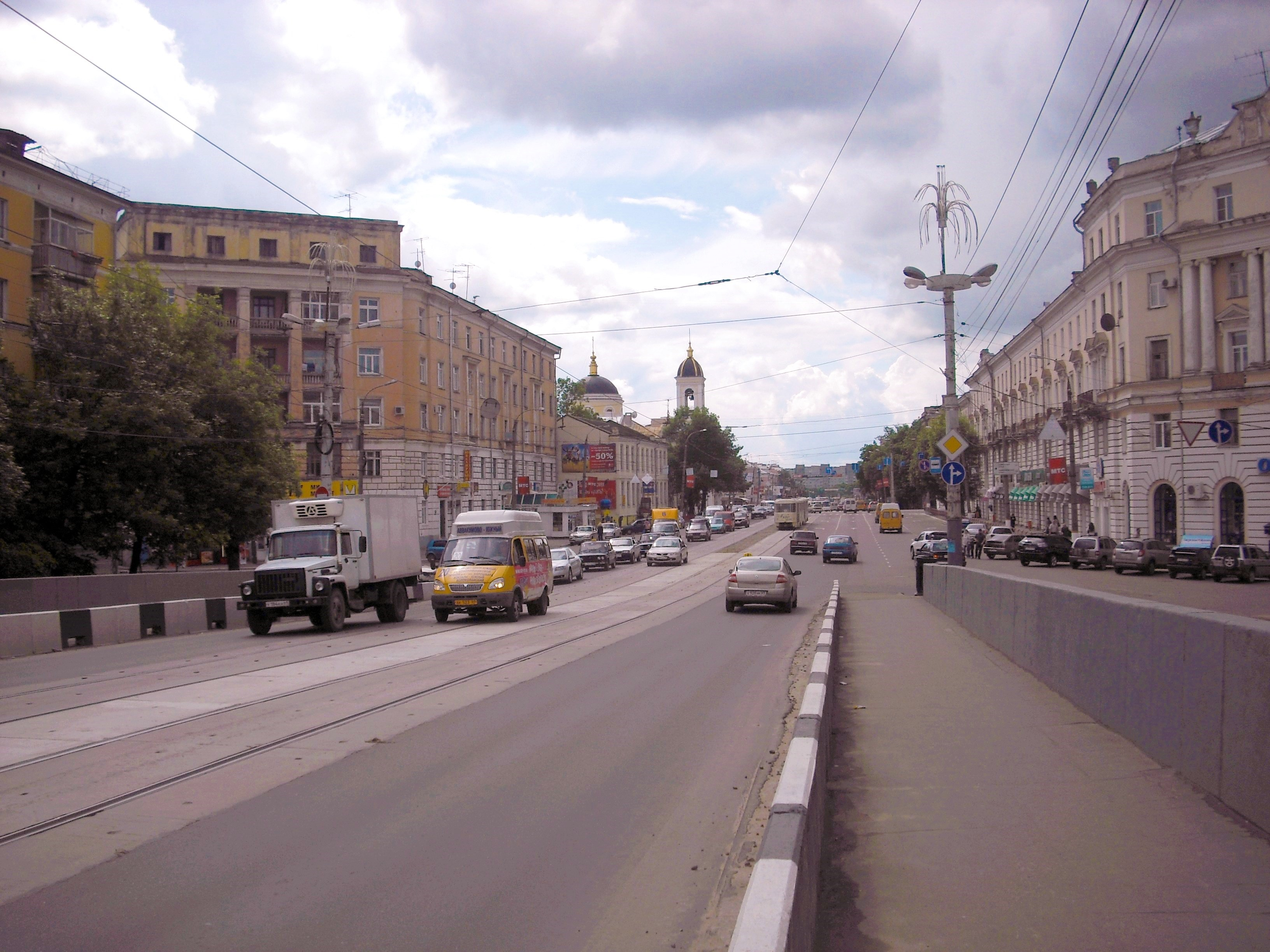
Tverlaan in Tver
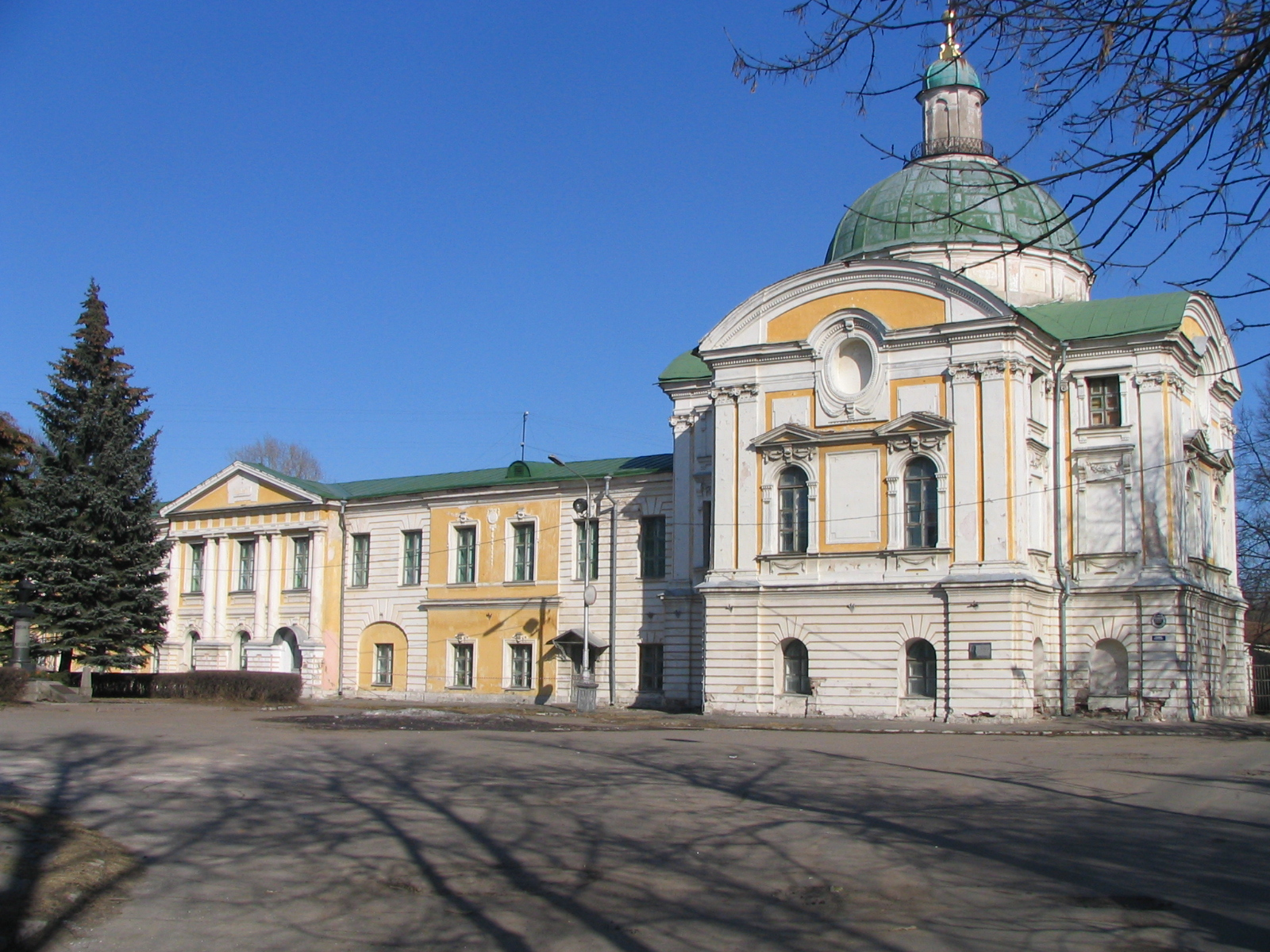
Paleis
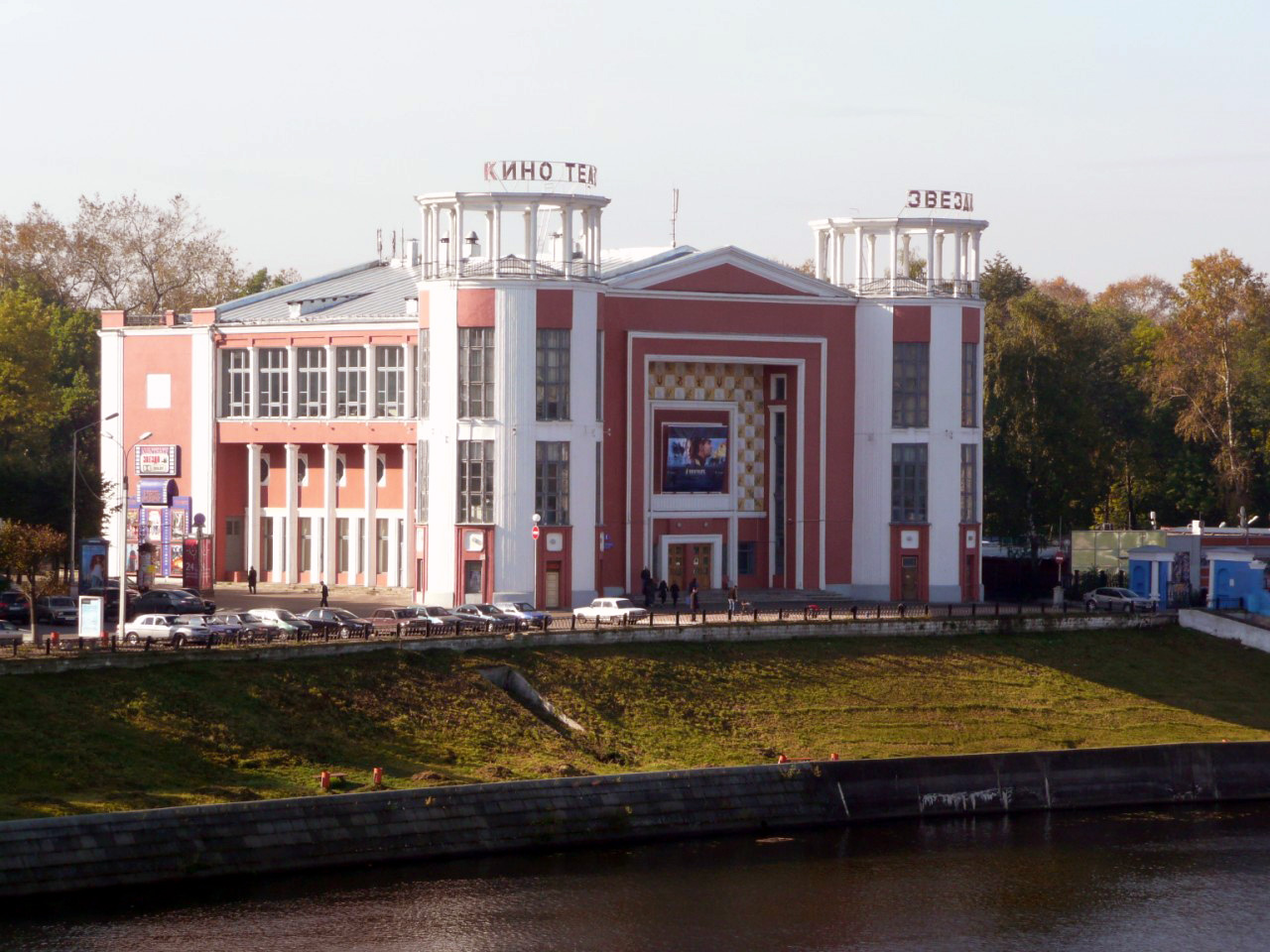
Bioscoop 'Zvezda'
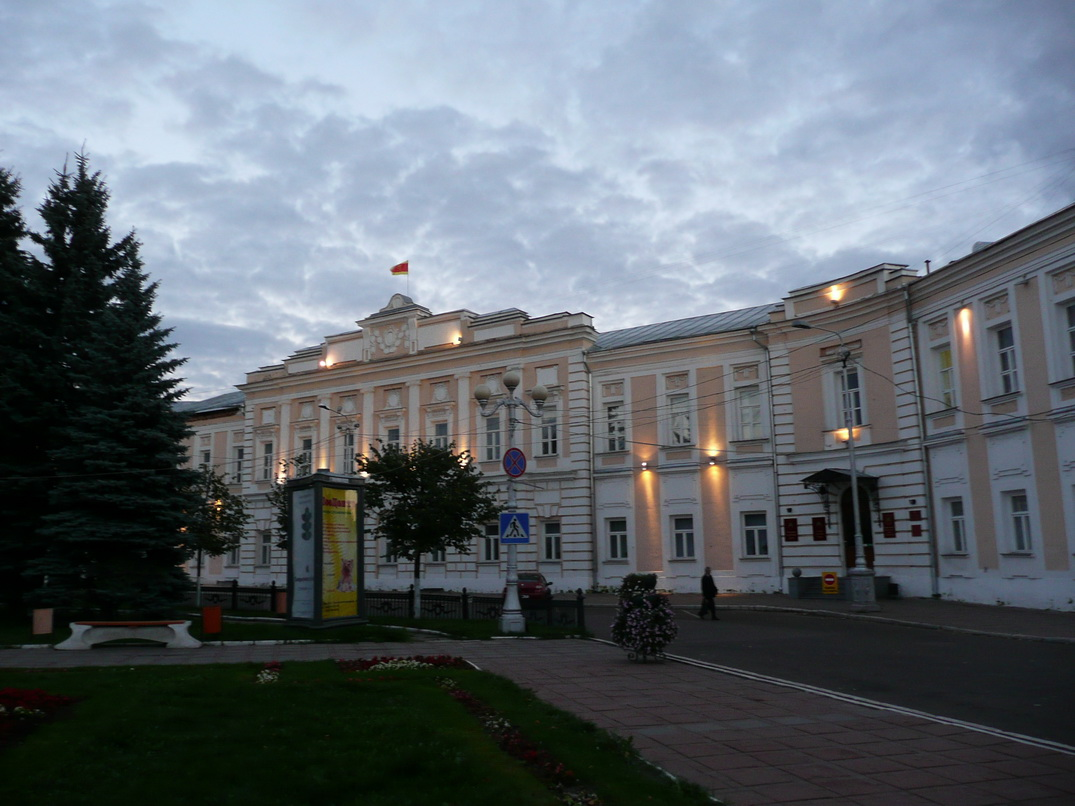
Stadsraad van Tver
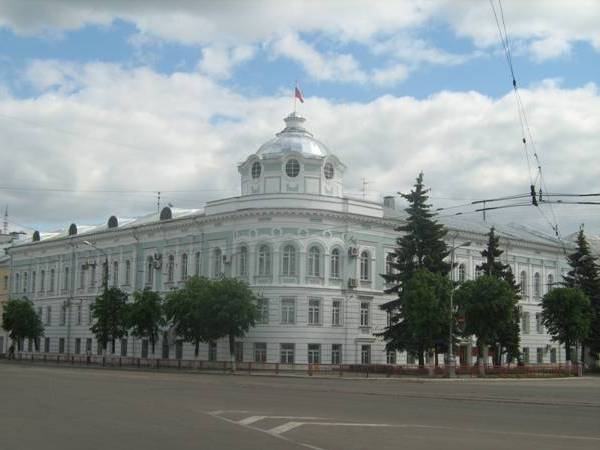
Bestuur van Oblast Tver
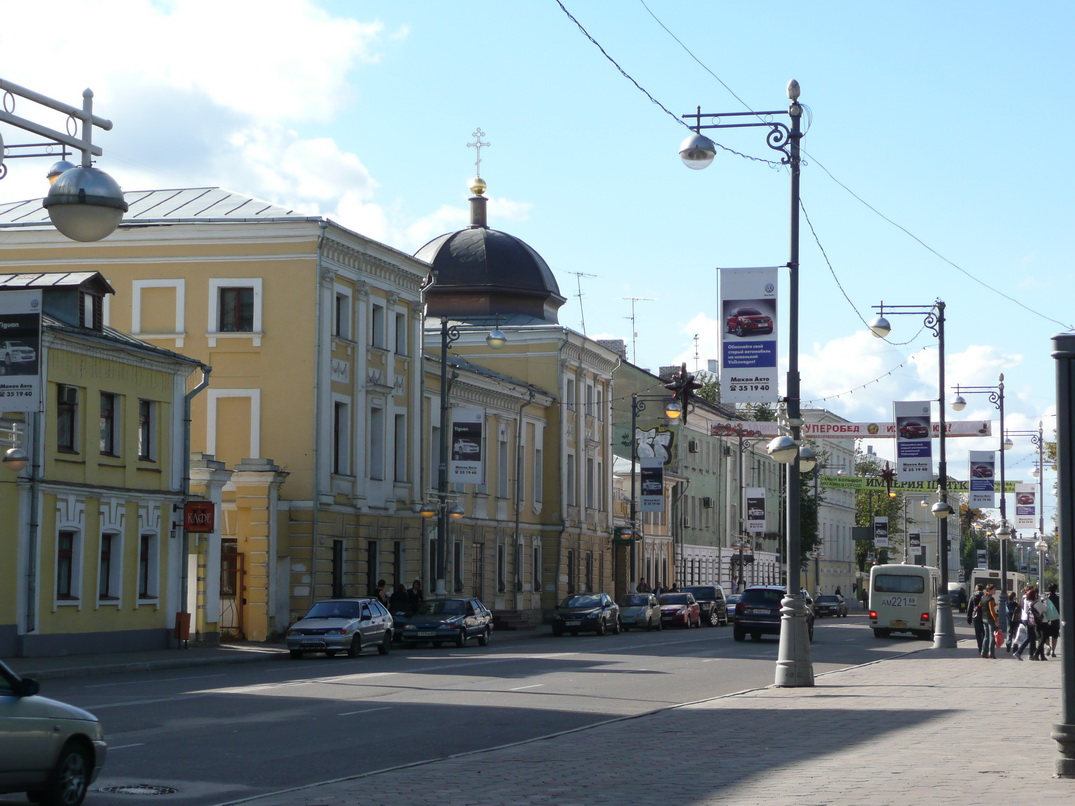
Sovjetskaja-straat

Bestuurlijk centrum: Tver 

Andreapol · Bezjetsk · Bely · Bologoje · Kasjin · Kaljazin · Kimry · Konakovo · Krasny Cholm · Koevsjinovo · Lichoslavl · Nelidovo · Oedomlja · Ostasjkov · Rzjev · Staritsa · Torzjok · Toropets · Vesjegonsk · Vysjni Volotsjok · Zapadnaja Dvina · Zoebtsov